# Liste der Orte in der kreisfreien Stadt Erlangen
Die Liste der Orte in der kreisfreien Stadt Erlangen listet die 18 amtlich benannten Gemeindeteile (Hauptorte, Kirchdörfer, Pfarrdörfer, Dörfer, Weiler und Einöden) in der kreisfreien Stadt Erlangen auf.

## Systematische Liste
Alphabet der Städte und Gemeinden mit den zugehörigen Orten.
- Die kreisfreie Stadt Erlangen mit dem Hauptort Erlangen; den Pfarrdörfern Dechsendorf, Eltersdorf, Frauenaurach und Tennenlohe; den Kirchdörfern Kosbach, Kriegenbrunn und Steudach; den Dörfern Häusling, Hüttendorf, Neuses und Schallershof; den Stadtteilen Alterlangen, Bruck, Büchenbach und Sieglitzhof und den Mühlen Königsmühle und Neumühle.

## A
- Alterlangen

## B
- Bruck
- Büchenbach

## D
- Dechsendorf

## E
- Eltersdorf
- Erlangen

## F
- Frauenaurach

## H
- Häusling
- Hüttendorf

## K
- Königsmühle
- Kosbach
- Kriegenbrunn

## N
- Neumühle
- Neuses

## S
- Schallershof
- Sieglitzhof
- Steudach

## T
- Tennenlohe

| ↑ Zurück zum Inhaltsverzeichnis |